# Bzip
bzip - формат стиснення даних. Даний тип архіву досить гарно стискає дані, на відміну від інших форматів на основі LZ77/LZ78. Великі дані стискаються блоками, розмір яких впливає на ступінь стиснення. Прапорці від -1 до -9 визначають розмір блоку, відповідно від 100000 до 900000 байт. Також, якщо файл містить багато повторюваних символів, то процес стискання може бути набагато довшим, але рівень стиснення збільшується.
Розробка формату bzip була зупинена в зв'язку з проблемами з патентами в сфері програмного забезпечення. 
Подальша робота над форматом та утилітами була продовжена із зміною версії bzip2, яка несумісна з bzip.